# Yangra
Yangra lub Ganesh I – siedmiotysięcznik w paśmie Himalajów. Jest to 62 szczyt Ziemi. Leży na południowy wschód od Manaslu.
Pierwszego wejścia na szczyt dokonali Raymond Lambert, Claude Kogan i Eric Gauchat 24 października 1955 r.